# The Gatekeeper (El guardián de la puerta) (Moon Girl and Devil Dinosaur)
"The Gatekeeper" fue un episodio planeado pero finalmente no emitido de la segunda temporada de la serie de televisión animada Moon Girl y Devil el Dinosaurio. Originalmente planeado como el sexto episodio de la temporada,  el episodio supuestamente fue retirado debido a su historia sobre una niña transgénero que practica deportes.

## Trama
Al prepararse para un partido de voleibol, la capitana del equipo Brooklyn (Indya Moore) le cuenta a Lunella Lafayette (Diamond White), repartidora de agua a los miembros del equipo, sobre su pasado al verse obligada a jugar para el equipo de fútbol masculino, refiriéndose a ello como una época oscura. Greer (Amy Sedaris), la entrenadora del equipo rival y madre de uno de sus atletas, escucha la conversación y se acerca al entrenador de Brooklyn, Hbrek (Fred Tatasciore), presionándolo para que Brooklyn no tenga permitido jugar. Hrbek se niega mientras Greer interroga a Brooklyn sobre sus rodilleras con la bandera del Orgullo y la pegatina en su botella con la bandera transgénero. Usando una llave mágica, Greer encierra a Brooklyn, Lunella y el resto del equipo de voleibol en una sala de escape idéntica a su vestuario, con la esperanza de que el equipo sea descalificado por no asistir al partido. Lunella le pide a su mejor amiga Casey (Libe Barer) y a Devil Dinosaur (Fred Tatasciore) que retrasen el inicio del juego para no ser descalificados y llegar a tiempo.